# 王书平 (画家)
王书平（1955年—），男，山东陵县人，中国画家，一级美术师，中国美术家协会副主席，第九、十、十一、十二届全国政协委员。